# Zygmunt Kalinowski
Zygmunt Kalinowski (ur. 2 maja 1949 w Laskach) – polski piłkarz, bramkarz, reprezentant Polski, uczestnik Mundialu 1974. Mistrz Polski ze Śląskiem Wrocław w sezonie 1976/1977.

## Kariera piłkarska
Jest wychowankiem klubu Pilica Warka (aktualnie KS Warka). W latach 1968–1971 był zawodnikiem Legii Warszawa, ale wystąpił tylko w trzech spotkaniach rundy jesiennej sezonu 1970/1971 zakończonego tytułem wicemistrzowskim dla warszawskiego klubu. W rundzie wiosennej sezonu 1970/1971 został zawodnikiem Śląska Wrocław, z którym w tym samym roku awansował do ekstraklasy, a następnie sięgnął jako podstawowy bramkarz wrocławskiej drużyny po swoje największe sukcesy - mistrzostwo Polski w 1977 i Puchar Polski w 1976, ponadto zdobył jeszcze brązowy medal MP w 1975 i wicemistrzostwo Polski w 1978. W 1979 został zawodnikiem II-ligowego Motoru Lublin, z którym w sezonie 1979/1980 wywalczył awans do ekstraklasy, następnie grał w rundzie jesiennej sezonu 1980/1981. W 1981 występował w Polonii Sydney, następnie powrócił do Motoru, z którym w sezonie 1982/1983 ponownie wywalczył awans do I ligi. W lubelskim klubie grał do rundy jesiennej sezonu 1986/1987. W kolejnych latach był jeszcze piłkarzem Stali Kraśnik (1987/1988, w rundzie wiosennej jako grający trener), kanadyjskiego North York Rockets (1988), Ruchu Ryki i Prywaciarza Tomaszów Lubelski (w tym ostatnim klubie był grającym trenerem).

## Reprezentacja Polski
W 1972 został powołany do młodzieżowej reprezentacji Polski. Pierwszy raz do reprezentacji seniorskiej został powołany na mecz eliminacji mistrzostw świata z Walią (26 września 1973), jednak pozostał wówczas na ławce rezerwowych. Debiutował w kolejnym spotkaniu reprezentacji - towarzyskim meczu z Holandią (10 października 1973), gdzie wszedł jako zmiennik Jana Tomaszewskiego w 46' i nie puścił bramki. Następnie był rezerwowym podczas słynnego meczu na Wembley z Anglią (17 października 1973). Uczestniczył w przygotowaniach do Mistrzostw świata w piłce nożnej w 1974 i wystąpił wówczas we wszystkich trzech oficjalnych spotkaniach towarzyskich polskiej reprezentacji (w tym dwukrotnie w pierwszym składzie). Znalazł się w kadrze na Mundial, ale nie zagrał w żadnym spotkaniu drużyny, która sięgnęła wówczas po 3. miejsce. Jako członek drużyny został jednak nagrodzony srebrnym medalem, wraz z pozostałymi zawodnikami.
| lp. | Data                 | Miejsce   | Przeciwnik | Rezultat | Rozgrywki  | Grał   | Uwagi |
| --- | -------------------- | --------- | ---------- | -------- | ---------- | ------ | ----- |
| 1.  | 10 października 1973 | Rotterdam | Holandia   | 1-1      | towarzyski | od 46' |       |
| 2.  | 21 października 1973 | Dublin    | Irlandia   | 0-1      | towarzyski | 90'    |       |
| 3.  | 17 kwietnia 1974     | Liège     | Belgia     | 1-1      | towarzyski | 90'    |       |
| 4.  | 15 maja 1974         | Warszawa  | Grecja     | 2-0      | towarzyski | od 46' |       |

## Kariera trenerska
Po zakończeniu kariery zawodniczej pracował jako trener grup młodzieżowych i bramkarzy, m.in. w Sygnale Lublin, Wiśle Kraków, Lubliniance, Górniku Łęczna, Motorze Lublin, Chełmiance i Orlętach Radzyń. Współpracował także jako trener bramkarzy z reprezentacją Polski seniorów (za czasów Władysława Stachurskiego wiosną 1996 i Antoniego Piechniczka (1996-1997)).

## Sukcesy

### Klubowe

#### Śląsk Wrocław
- Mistrz Polski: 1976/1977
- Puchar Polski: 1975/1976

### Reprezentacyjne

#### Polska
- 3. miejsce na Mistrzostwach Świata w 1974